# Simulium jolyi
Simulium jolyi är en tvåvingeart som beskrevs av Émile Roubaud 1906. 
Simulium jolyi ingår i släktet Simulium och familjen knott. Artens utbredningsområde är Vanuatu. Inga underarter finns listade i Catalogue of Life.